# (29797) 1999 CC78
A (29797) 1999 CC78 a Naprendszer kisbolygóövében található aszteroida. A LINEAR projekt keretében fedezték fel 1999. február 12-én.